# Дворец принца Альбрехта
Дворец принца Альбрехта (нем. Prinz-Albrecht-Palais) — несохранившийся городской дворец в центре Берлина. Находился в историческом квартале Фридрихштадт на улице Вильгельмштрассе, 101. Получил своё название по имени одного из его владельцев, принца Альбрехта Прусского.

## История
Здание было возведено в 1737—1739 годах для барона Франциска Матеуса фон Вернезобра де Лорье по указанию прусского короля Фридриха Вильгельма I. Состоятельный гугенот, банкир и купец Вернезобр переселился в Берлин в 1720 году с состоянием в полмиллиона талеров, за что в 1724 году получил от короля-солдата баронский титул и звание тайного советника. Торговля шёлком приносила Вернезобру достойный доход, получаемые средства он вложил в свои поместья в Барниме, Уккермарке и Нижней Лужице. Король настаивал на свадьбе дочери Вернезобра с уже получившим от неё отказ прусским генерал-лейтенантом Фридрихом Вильгельмом Квирином фон Форкаде. Вернезобру удалось договориться с королём, взяв на себя обязательство построить городскую резиденцию на Вильгельмштрассе. После смерти Вернезобра в 1748 году особняк унаследовал сын Вильгельм фон Вернезобр, но он впоследствии разорился.
Освободившийся после Вернезобров дворец сначала был отдан под летнюю резиденцию аббатисы Кведлинбургского монастыря, принцессы Амалии. После её смерти в 1786 году во дворце пребывал во время карантина после прививки от оспы прусский кронпринц Фридрих Вильгельм III.
К 1830 году дворец Вернезобра приобрёл принц Альбрехт Прусский, поручивший ремонт и оформление своего приобретения Карлу Фридриху Шинкелю. В 1860—1862 годах над реконструкцией дворца работал архитектор Адольф Лозе. После смерти Альбрехта во дворце проживал его сын Альбрехт Младший. Дворец оставался в собственности Гогенцоллернов и после Ноябрьской революции 1918 года.
В 1928—1931 годах правительство Веймарской республики арендовало дворец для размещения государственных гостей. После прихода к власти национал-социалистов в здание в 1934 году въехала Служба безопасности рейхсфюрера СС, здесь находился кабинет шефа гестапо Рейнхарда Гейдриха. Во время авианалёта 23 ноября 1944 года дворец получил серьёзные разрушения. После оккупации Берлина Советская военная администрация реквизировала частную собственность Гогенцоллернов без возмещения. Здание перешло в собственность города Берлина.
В 1949 году Сенат Берлина принял решение о сносе руин дворца вопреки его культурно-историческому значению. Освободившийся участок в 1955 году был арендован автодромом. В 1961 году Луи Фердинанд Прусский, глава дома Гогенцоллернов, отказался от претензий на семейную собственность. С 1987 года на месте Дворца принца Альбрехта и соседнего художественного училища открылся мемориал Топография террора.